# Землетрус 11 листопада 1855 року (Едо)
Великий землетрус Енсі (яп. 安政江戸地震) — сильний землетрус у 7,0 балів за шкалою Ріхтера, що стався 11 листопада 1855 року о 22:00 годині за японським часом у місті Едо (сучасне Токіо). Кількість загиблих коливається у межах 7 000 осіб.